# Форарльбергская железная дорога
Форарльбергская железная дорога (нем. Vorarlbergbahn) — сквозная железнодорожная линия, проходящая через австрийскую федеральную землю Форарльберг. Проходит по маршруту схожему с маршрутом автобана Rheintal / Walgau от границы между Линдау и Хёрбранцем до Блуденца, где она соединяется с железной дорогой Арльберга. Весь маршрут принадлежит и управляется Австрийскими федеральными железными дорогами (нем. Österreichische Bundesbahnen, ÖBB). Форарльбергская железная дорога является западным продолжением Арлбергской железной дороги (расписание ÖBB AT 401) через долину Вальгау и участок Форарльберг Рейнской долины.

## История

### Планирование
Ещё в 1847 году австрийский предприниматель Карл Ганахль — позднее ставший главным сторонником строительства железной дороги в Форарльберге — признал важность Форарльбергской железнодорожной линии. Идея строительства столкнулась со множеством проблем: в тот период в Австрии еще не было построено ни одной горной железной дороги, а кроме того линия, не имевшая никакого отношения к тирольскому региону страны, казалась бесполезной. Более того, сам Форарльберг не был независимой землей Австро-Венгрии и, как следствие, не имел представительства в венском Имперском Совете (Рейхсрате).
В 1853 году начала свою работу баварская железнодорожная линия «Ludwig-Süd-Nord-Bahn» в Линдау, а в 1857 году были открыты швейцарские линии от Роршаха до Райнека и от Райнека до Кура (кантон Граубюнден). В 1859 году уже на австрийской земле линия от Куфштайна до Инсбрука (через Вёргль) была соединена с железнодорожной сетью страны. В 1856 году Ганахль — теперь уже президент свежеобразованной ассоциации «Торгово-промышленная палата Форарльберга» — подписал ходатайство об одобрении предварительных работ. На подготовку первого детального проекта он предполагал затратить всего два года, а сами работы он оплатил лично. В том же году Ганахль подал официальную заявку на лицензирование проекта в Имперское Министерство торговли. В министерстве решение по заявлению было «временно отложено», поскольку сначала требовалось провести консультации с соседними государствами: в итоге, только в 1865 году межгосударственные соглашения были готовы к подписанию.
Незадолго до этого, в 1864 году, Министерство торговли представило программу строительства железной дороги, которая также должна была включать в себя линию от Инсбрука до Дорнбирна. В марте 1867 года была представлена первая концепция дороги, которая также учитывала строительство тоннеля между Санкт-Антоном и Лангеном. Императорский совет одобрил заявку в том же году, а строительство началось 1 мая 1869 года.

### Реализация
В октябре 1870 года, после того как сам Карл Ганахль одержал победу над двумя конкурентами и заключил контракт на постройку, начались работы по строительству первой железнодорожной линии в Форарльберге. Основная часть работ была выполнена в 1871 году. Новая корпорация «Королевской железной дороги Форарльберг» (нем. k. k. priv. Vorarlberger Bahn) расположилась в Вене и получила лицензию 5 мая 1871 года: затем был утверждён её устав.
Первый «церемониальный» пробег на линии Блуденц—Лохау состоялся 30 июня 1872 года, после чего линия была передана в эксплуатацию. В 1884 году, после завершения прокладки Арльбергского железнодорожного тоннеля, линия оказалась связанной с австрийской железнодорожной сетью. Первый беспересадочный экспресс по маршруту Цюрих—Мюнхен прошёл по линии 1 ноября 1873 года. Железная дорога была полностью электрифицирована в 1954 году. Участок от Блуденца до Фельдкирха был дублирован в 1991 году; а путь от Фельдкирха до Брегенца — в 1995 году.

## Соединительная линия Фельдкирх-Букс
В районе станции Фельдкирх от дороги ответвляется однопутная электрифицированная линия в Букс протяженностью 18,5 км: хотя она проходит по территории Лихтенштейна и Швейцарии, её полностью эксплуатирует австрийская компания ÖBB. В Буксе Форарльбергская железная дорога соединяется со швейцарской железнодорожной сетью, составлял важный фрагмент маршрута из Цюриха в Вену.